# Mirko Nišović
Mirko Nišović (Zemun, Belgrado, 2 de julho de 1961) é um ex-velocista sérvio na modalidade de canoagem.

## Carreira
Foi vencedor da medalha de Ouro em C-2 500 m em Los Angeles 1984 junto com o seu colega de equipa Matija Ljubek.
Foi vencedor da medalha de Prata em C-2 1000 m em Los Angeles 1984.